# Poisat
Poisat település Franciaországban, Isère megyében. Lakosainak száma 2120 fő (2022. január 1.). Poisat Saint-Martin-d’Hères, Brié-et-Angonnes, Eybens és Herbeys községekkel határos.

## Népesség
A település népességének változása:
| Lakosok száma | 1074 | 2056 | 2139 | 2088 | 2140 | 2165 | 2168 | 2127 | 2120 | 2120 |
|               | 1968 | 1982 | 1990 | 2006 | 2013 | 2015 | 2017 | 2019 | 2020 | 2022 |